# Турн-и-Таксис, Элизабет
Княжна Элизабет фон Турн-и-Таксис (Элизабет Маргарет Мария Анна Беатрис, нем. Elisabeth Margarete Maria Anna Beatriz Prinzessin von Thurn und Taxis; родилась 24 марта 1982) — немецкая журналистка, писательница, светская львица и коллекционер произведений искусства. По рождению она является членом немецкого княжеского дома Турн-и-Таксис. С 2012 года Элизабет работает главным редактором стиля в Vogue. Будучи католичкой-традиционалисткой, она работала обозревателем журнала «Ватикан» и написала книгу о католической духовности под названием «Вера детей: благодарность за молитвы родителей (The Faith of Children: in Praise of the People's Devotion)».
В прессе ее называют «Принцессой ТНТ» — прозвище, когда-то связанное с ее матерью — Глорией, княгиней Турн-и-Таксис.
В 1980-х годах ее родители были известны своим роскошным образом жизни, будучи иконами стиля и завсегдатаями светских вечеринок. Глория стала частью европейских сливок общества — в СМИ ее называли «панк-принцессой» и «принцессой ТНТ» (неоднозначность аббревиатуры «ТНТ» заключается в сокращении от фамилии Турн-и-Таксис и химического соединения TNT).

## Биография

### Ранняя жизнь и семья

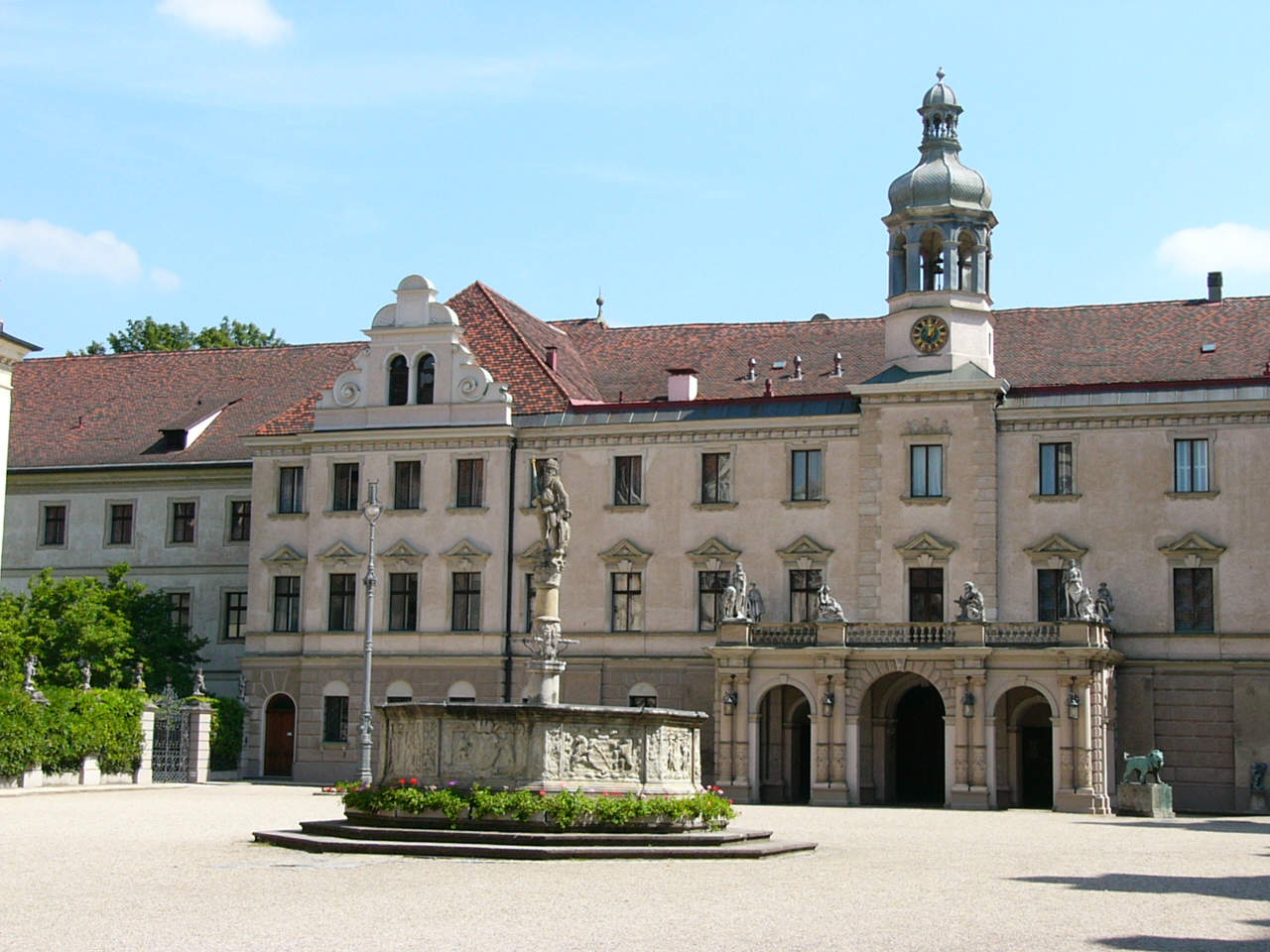
Аббатство Сент-Эммерам, место рождения Элизабет

Княжна Элизабет фон Турн-и-Таксис родилась 24 марта 1982 года в аббатстве Сент-Эммерам, 500-комнатном дворце в Регенсбурге, принадлежащем её семье, родовом доме Турн-и-Таксис. Она является вторым ребенком Иоганна, 11-го князя Турн-и-Таксис (1926-1990), и графини Глории фон Шенбург-Глаухау (род. 1960). 
У нее есть старшая сестра, княжна Мария Терезия (род. 1980), и младший брат, Альберт (род. 1983), который сменил их отца в 1990 году как 12-й князь Турн-и-Таксис.
Княжеский дом Турн-и-Таксис имел королевское достоинство в Германской империи вплоть до ее распада в 1918 году; владел континентальной почтовой системой в качестве Священноримского имперского феода(1490-1867). Представители этого дворянского дома могли вступать в смешанные браки с членами королевских семей и династий, мать Элизабет — Глория — имеет именно такое происхождение.
В настоящее время дом Турн-и-Таксис — одна из самых богатых и выдающихся семей Германии.
Через своего отца Элизабет является потомком Леопольда II — императора Священной Римской Империи, короля Португалии Жуана VI, короля Франции Луи-Филиппа и короля Испании Карла IV.
По линии своей матери — Глории, по рождению принадлежащую к медиатизированной графской династии, Элизабет восходит к русским княжеским родам Голицыных и Мещерских, а также немецких князей фон Рейсс. Является прямым потомком дома Шёнбургов. Глория — дочь политика и журналиста Иоахима, графа Шенбург-Глаухау (1929—1998), а также сестра светской львицы графини Майи фон Шенбург-Глаухау (1958—2019) и писателя Александра, графа Шенбург-Глаухау (род. 1969), внучатого племянника королевы Великобритании Елизаветы II. Также является потомком венгерского графа Иштвана Сеченьи.
В детстве Элизабет и ее братья и сестры были частыми гостями Майкла Джексона на его ранчо Neverland, о которых она вспоминала в своем блоге после его смерти в 2009 году. Описывая Джексона как «мучительно застенчивого», она защищала его репутацию, написав: «Я не могла себе представить, чтобы Майкл обидел муху, не говоря уже о друге».
Элизабет получила образование в школе города Севенокс английского графства Кент и имеет степень бакалавра в области медиа и коммуникаций в Американском университете Парижа.

### Карьера
Элизабет работала редактором в лондонской газете Finch’s Quarterly Review и вела блог «Дневники принцессы» для Finch’S до своего отъезда в 2010 году. Блог противопоставлял ожидания, удовольствия, трудности и предположения, связанные со статусом «принцессы», более «нормальным» вопросам, таким как охота за квартирами, лондонская погода и работа. Элизабет также вела ежемесячную колонку в журнале Vogue и статьи для немецких и международных изданий по искусству и стилю, включая нью-йоркский журнал Quest.
Набожная католичка, Элизабет написала для британского Catholic Herald о возрождении традиционных религиозных общин во Франции, а также ежемесячную колонку в журнале «Ватикан». Она подписала петицию 2008 года с просьбой к епископам Англии и Уэльса предоставить больше латинских воскресных тридентских месс. В декабре 2010 года она опубликовала литургический том под названием «Вера детей: благодарность за молитвы родителей». Книга, в которой фигурировало предисловие старшего брата папы римского Бенедикта XVI, Георга Ратцингера, была издана на итальянском и немецком языках.
В 2011 году её посты в блоге Finch’s Quarterly Review были переведены на немецкий язык и опубликованы в виде книги под названием Tagebuch einer Prinzessin («Дневники принцессы»).
В 2012 году Элизабет начала работать в качестве вклада в стиле редактора модного журнала Vogue. В марте 2015 года она привлекла критику в СМИ, когда она поделилась фотографией с Instagram, по-видимому, бездомная женщина в Париже значение номер Vogue, который она выложила с комментарием, «Париж полон сюрпризов….и @voguemagazine читателей даже в неожиданных уголках!» Позже она удалила фотографию и извинилась в Твиттере за нанесение какого-либо оскорбления.
В октябре 2019 года Элизабет курировала продажу великолепных драгоценностей Sotheby’S и благородных драгоценностей в Женеве.

### Личная жизнь
Элизабет часто фигурировала в дневниках светских людей и появилась в статье Vanity Fair под названием «Дети Фортуны» в июне 2009 года, сфотографированной Брюсом Вебером. «Я думаю, что это огромная привилегия — иметь возможность интересно использовать доступ, который у нас есть», — сказала она, обсуждая книгу о коллекционерах произведений искусства, которую она пишет в сотрудничестве со своим двоюродным братом, фотографом Алексом Фликом.
В 2009 году она была сделана дамой Мальтийского ордена.
Элизабет жила в Нью-Йорке, Лондоне и Риме.

## Награды
- Дама Большого Креста Чести и Преданности Мальтийского ордена
- Дама Большого креста Ордена совершенной дружбы.

## Книги
- Tagebuch einer Prinzessin. (The Princess Diaries). Marion von Schröder. Berlin, 2011, ISBN 978-3-548-37473-4
- Fromm! Eine Einladung, das Katholische wieder mit allen Sinnen zu erleben. With a foreword by Georg Ratzinger, epilogue by Mgr. Wilhelm Imkamp. Kisslegg, 2009, ISBN 978-3-939684-61-09